# 양형 (당나라)

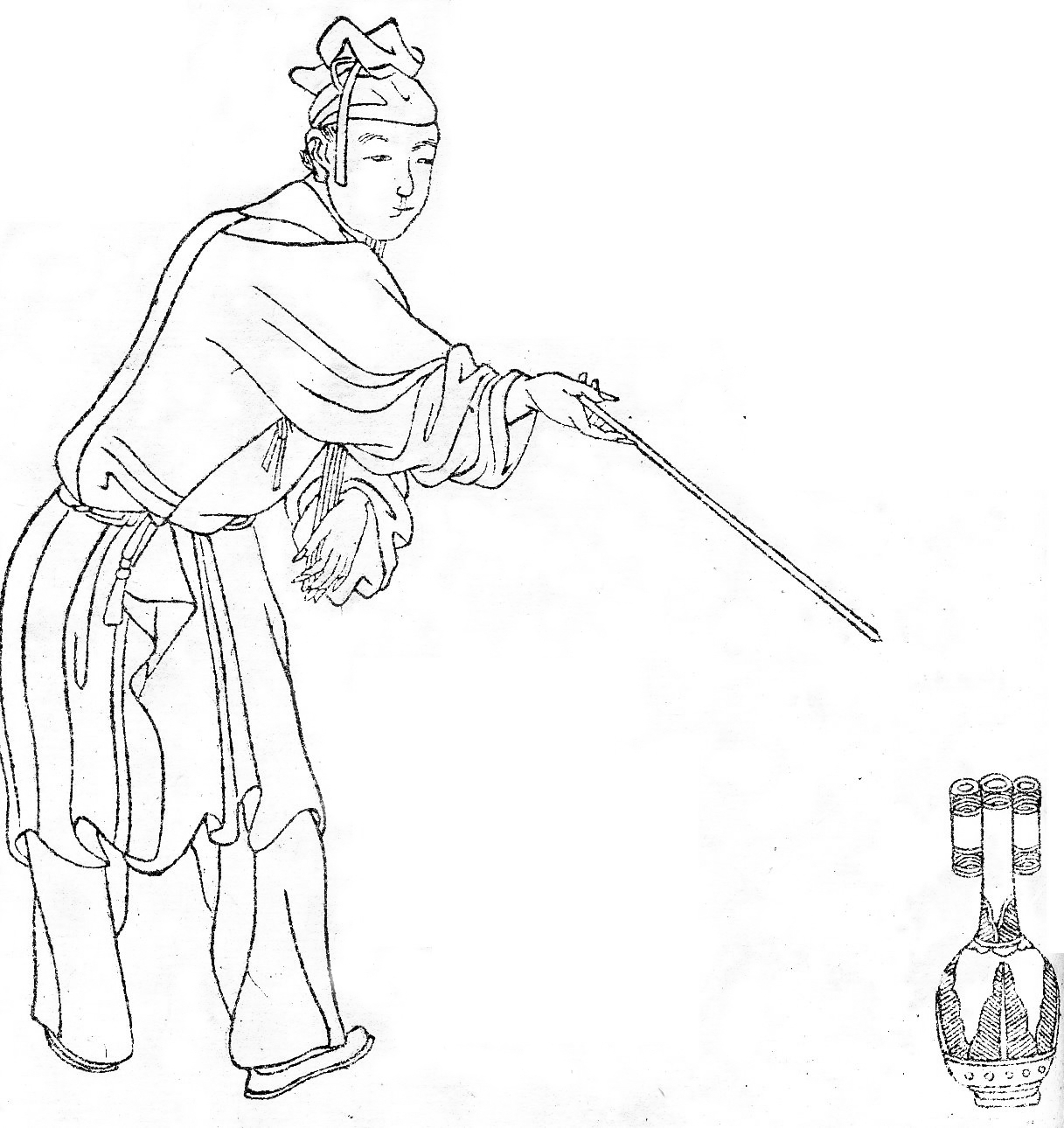
양형

양형(楊炯, 650년 ~ 695년)은 당나라의 시인이다. 호는 영천(盈川)이다. 왕발(王勃), 노조린(盧照?), 낙빈왕(駱賓王)과 함께 초당 4걸의 하나이다. 산시성 화음(華陰)에서 태어났다. 선배 장열은 그의 시를 '양영천(楊盈川)의 문상(文想)은 현하(懸河)의 물을 쏟는 것과 같아 아무리 퍼내어도 다하지가 않는다’고 평했다. 악부(樂府)에도 뛰어났으며, 시구(詩句)에 '구름이 어두워 기화(旗畵)가 시들고 바람이 세어 고성(鼓聲)에 섞인다’고 했다. 『양영천집(楊盈川集)』 10권이 있다.